# Alexij (biskup permský)
Alexij († 1565) byl ruský duchovní Ruské pravoslavné církve a biskup permský a vologdský.

## Život
Poprvé je zmíněn roku 1520 jako zakladatel Kirillo-Belozerského monastýru v Kirillově. Do roku 1525 byl představeným tohoto monastýru.
Dne 9. dubna 1525 byl rukopoložen na biskupa permského a vologdského. Žil v Usť-Vymu.
Zemřel roku 1565 a pohřben byl v chrámu Zesnutí přesvaté Bohorodice Kirillo-Belozerského monastýru.